# Професионална гимназия по строителство, архитектура и геодезия „Ангел Попов“
Професионална гимназия по строителство, архитектура и геодезия „Ангел Попов“ е гимназия във Велико Търново една от най-реномираните и с най-богата история в областта и северна България.

## История
Като областен град и стара столица Велико Търново има своите традиции в архитектурата и градското оформление. В началото на XX век в града има множество професионалисти в строителното дело. Търновския индустриалец Ангел Попов завещава на община Велико Търново сграда за основаване на строително училище в града. Имотът е бил в края на града по онова време. С указ на цар Борис III през 1943 г. е основано първото средно техническо училище в града. Няколко години учебните занятия се провеждат в I гимназия „Св. св. Кирил и Методий“. Първият директор на средното училище е инж. Стефан Казанджиев. През 1944 г. е разрешено построяването на нова сграда, върху дарената земя от Ангел Попов. След построяването на първия корпус на сградата и внасянето на оборудването официално в новата сграда занятията започват през 1951/1952 г. През 1950 г. името на учебното заведение е преименувано на Строителен техникум „Георги Димитров“. През 1954 е завършена спортната секция на гимназията. През следващите години се създават фолклорен ансамбъл, трупа и се провеждат занятия свързани с развитието на културата. През 1964 г. е завършен вторият етап от построяването на сградата, а през 1966 г. са построени работилници към техникума. През 1972 се завършва строителството на Театралния салон с 500 места. През 1990 г. общинската комисия одобрява връщането на името Ангел Попов, който е патрон на гимназията.

## Специалности
- Строителство и архитектура
- Геодезия
- Транспортно строителство
- Водно строителство
- Интериорен дизайн
- Парково строителство
- Производство на мебели

## Преподаватели
- Инж. Марин Цонев, директор
- Евгения Илиева, помощник – директор
- Вяра Крумова - заместник - директор
- Инж. Добринка Вачкова, главен учител
- Инж. Милка Арабаджиева
- Арх. Калинка Цонева
- Инж. Здравка Русинова
- Инж. Стефка Енчева
- Инж. Мария Георгиева
- Инж. Вера Борисова
- Инж. Даниела Иванова
- Нели Гергенчева
- Йорданка Йотова
- Мариела Манчева
- Пенка Капукаранова
- Силвия Мицова
- Ирена Илиева
- Боян Симеонов
- Емилия Колева
- Павлина Цачева
- Янка Узунова
- д-р Симеон Недев
- Галина Асенова
- Светла Грозева
- Рени Тодорова
- Иван Иванов
- Николай Гемижев
- Валентин Митков
- Боряна Пърлева
- Тихомир Живков
- Наташа Тихолова